# Jan Swammerdam
Jan Swammerdam (12. februar 1637 i Amsterdam – smst. 17. februar 1680) var en hollandsk anatom og naturforsker.
Swammerdam var søn af en apoteker og skulde efter sin Faders Ønske uddanne sig til Læge. Han kom derfor 1661 til Leiden, hvor han i sin Jævnaldrende Danskeren Niels Stensen fandt en Ven, sammen med hvem han ivrigt drev de anatomiske Studier. 
Hans ualmindelige Anlæg for Dissektion viste sig snart, og han vakte sine Læreres Beundring ved sine fine Præparater, til hvis Fremstilling han havde udtænkt mange Kunstgreb. Fra Leiden tog han til Frankrig, hvor han ligeledes ivrigt dissekerede og vandt sig trofaste Venner. 
Efter sin hjemkomst til Amsterdam blev han 1667 Doktor paa en Afh. om Aandedrættet, men han søgte alligevel ikke at skaffe sig Praksis; trods Faderens Formaninger fortsatte han ufortrødent de anatomiske Studier og udgav 1669 sit Værk: Historia Insectorum generalis. 
Imidlertid var hans Sundhed blevet undergravet ved hans rastløse Arbejde; Mangel på forståelse hos Faderen gjorde ikke hans Sind lettere; endelig var han kommet under stærk åndelig påvirkning af Sværmersken Antoinette Bourignon, hvem han 1675 besøgte i Slesvig. 
For hendes skyld foretog han en Rejse til Kbhvn, og til Tider betragtede han hele sit Liv som
syndigt og forfejlet; hans sidste Leveaar forløb derfor meget trist. På den menneskelige Anatomis Omraade har han udg. Miraculum naturæ sive uteri muliebris fabrica (1672). 
Hans hovedværk er dog Biblia naturæ, der først 1737—38 udgaves af Boerhaave, og i hvilket er samlet en Række fortræffelige anatomiske Skildringer af talrige Insekter og disses Udviklingsstadier, af Frøen og dens Larver samt af forskellige Snegle.